# The 20 Greatest Christmas Songs
| Оценки критиков | Оценки критиков |
| Источник        | Оценка          |
| --------------- | --------------- |
| AllMusic        | [ 1 ]           |

«The 20 Greatest Christmas Songs» (англ. 20 величайших рождественских песен) — альбом ремиксов группы Boney M., выпущенный в ноябре 1986 года. Продюсер Фрэнк Фариан взял мастер-кассеты «Christmas Album» 1981 года, добавил шесть записей Лиз Митчелл, Рэджи Цибо и двух сессионных певцов, ремикшировал их и создал альбом «Die 20 schönsten Weihnachtslieder der Welt» (нем. 20 самых красивых рождественских песен мира), выпущенный на международном уровне как «The 20 Greatest Christmas Songs». Новые версии «Christmas Album» были переизданы как «The Most Beautiful Christmas Songs of the World» (1992), «A Wonderful Christmas Time» (1998) и «Christmas Party» (1998 и 2003).

## Список песен

### Сторона A
1. Рождественское попурри («Silent Night, Holy Night» / «Snow Falls Over the Ground[англ.]» / «Hear Ye the Message[англ.]» / «Sweet Bells[англ.]») (Франц Ксавьер Грубер, Джозеф Мор, Фрэнк Фариан, Джей) — 7:51
2. «Oh Christmas Tree[англ.]» («O Tannenbaum») (Эрнст Аншутц, Фрэнк Фариан) — 2:54
3. «Hark the Herald Angels Sing[англ.]» (Мендельсон, Чарльз Уэсли, Фрэнк Фариан) — 3:03
4. «Zion’s Daughter» (Гендель, народная, Фрэнк Фариан, Джей, Рулофс) — 3:50
5. «The First Noel» (народная) — 3:03
6. «Oh Come All Ye Faithful[англ.]» (Джон Уэйд[англ.], Фрэнк Фариан) — 3:41
7. «Petit Papa Noël» (Мартинет, Винчи) — 1:41
8. «Darkness Is Falling[англ.]» (Джей, Рулофс) — 3:02

### Сторона B
1. «Joy to the World» (Лоуэлл Мейсон, Исаак Уоттс) — 2:32
2. «White Christmas» (Ирвинг Берлин) — 3:21
3. «Jingle Bells» (Джеймс Пирпонт, Фрэнк Фариан) — 3:28
4. «Feliz Navidad» (Хосе Фелисиано) — 2:21
5. «When a Child Is Born[англ.]» (Джей, Закар) — 3:19
6. «Little Drummer Boy» (Кэтрин К. Дэвис, Генри Онорати, Гарри Симеон) — 4:21
7. «Mary's Boy Child - Oh My Lord[англ.]» (Джестер Хэерстон[англ.], Фрэнк Фариан) — 5:09
8. «Auld Lang Syne» (Роберт Бёрнс, народная) — 2:34